# Classe Pelym
 (décembre 2018).
Si vous disposez d'ouvrages ou d'articles de référence ou si vous connaissez des sites web de qualité traitant du thème abordé ici, merci de compléter l'article en donnant les références utiles à sa vérifiabilité et en les liant à la section « Notes et références ».
Classe Pelym est le nom d'une classe de navires de démagnétisation de la marine russe[réf. nécessaire].

## Description
La Classe Pelym a ensuite évolué en classe Bereza[réf. nécessaire]. 
La construction s'est faite à Khabarovsk, entre 1971 et 1987[réf. nécessaire].
Flotte du Nord:
- SR 215
- SR 218
- SR 220
- SR 276
- SR 280
- SR 334
- SR 409
- SR 455

Flotte de la Baltique:
- SR 203
- SR 241

Flotte de la Mer Noire:
- SR 26
- SR 344

Flottille de la Caspienne:
- SR 933

Flotte du Pacifique:
- SR 111
- SR 180
- SR 188
- SR 222
- SR 233
- SR 281
- SR 370